# 屏東市中正國小校長宿舍
22°40′27″N 120°29′12″E / 22.674145°N 120.486556°E
屏東市中正國小校長宿舍，是位於臺灣屏東縣屏東市上海路的判任官甲種官舍，臺灣戰後時期有38年作為中正國小校長宿舍，今列為屏東縣歷史建築以園藝工作室作活化。

## 建築
中正國小校長宿舍約土地面積389平方公尺，建物佔74.5平方公尺。
建物層數為單層，座西南朝東北，基座為磚砌布基礎，磚木構造，外牆為白灰修飾的編竹夾泥牆，基座與山尖處均有通風口。正立面有出格子窗，上方裝雨淋板。屋面鋪設水泥瓦，並以鬼瓦裝飾屋脊。屋架型式為切妻式屋根、柱樑搭接屬京呂組。室內格局有踏込、玄關、居間、座敷、茶間、緣側、廚房、浴室、便所。

## 保存

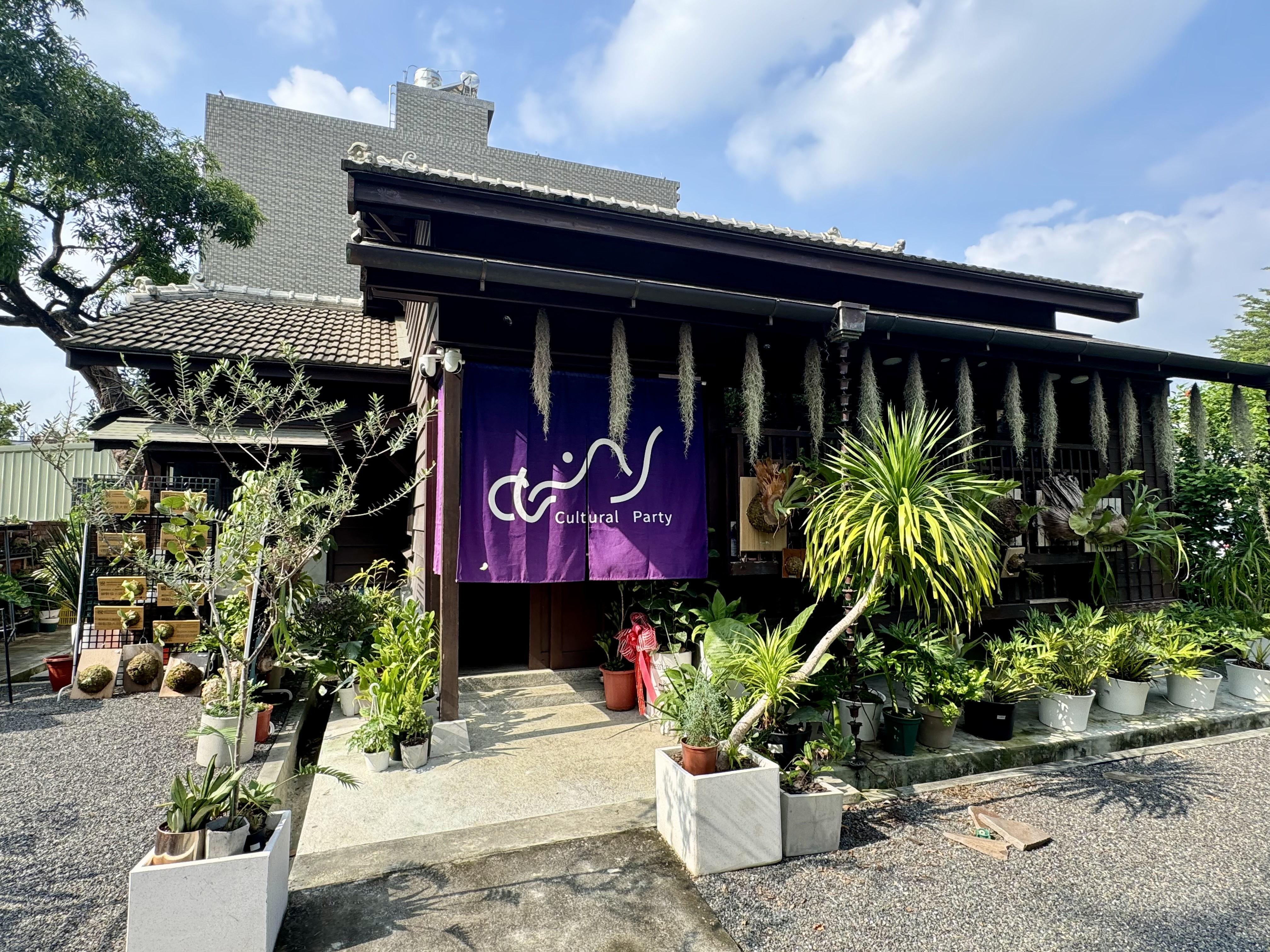
屏東市中正國小校長宿舍門內

該建築屬於建於昭和年代的甲種官舍，但無法得知1945年前屬於何種單位使用，戰後初期也非中正國小校長所居住，僅有最後居住長達38年的吳天化是中正國小校長。之後20多年無人居住下，建物多處破損，於是先以建屋頂棚架保護。校長宿舍隔壁的6間日式宿舍過文資所價值評估後，縣府公有財產科列入報廢。
2016年10月15日，中正國小第30屆6年5班校友陳本康等人為中正國小校長宿舍募集修復資金，號召同學在屋前叫賣包子饅頭，獲縣議員蔣月惠、退休導師林啟聖到場聲援。2023年修復後，2024年8月6日由園藝工作者入駐作活化